# Molybdogompha biseriata
Molybdogompha biseriata là một loài bướm đêm trong họ Geometridae.